# Departamento de Say
Say es un departamento situado en la región de Tillabéri, de Níger. En diciembre de 2012 presentaba una población censada de 175 625 habitantes. Su chef-lieu es Say.
Se ubica en el sur de la región.

## Subdivisiones
Está formado por las siguientes tres comunas, que se muestran asimismo con población de diciembre de 2012:
Comunas urbanas
- Say (58 290 habitantes)

Comunas rurales
- Ouro Guéladjo (27 553 habitantes)
- Tamou (89 782 habitantes)

Hasta la reforma territorial de 2011, se incluían también en este departamento la comuna rural de Torodi, que actualmente es chef-lieu del departamento homónimo, y la de Makalondi, separada de Torodi en 2009 y actualmente en su mismo departamento.